# سانوفي باستور
سانوفي باستور (بالإنجليزية: Sanofi Pasteur)‏ هي قسم اللقاحات في شركة سانوفي Sanofi متعددة الجنسيات للأدوية. شركة سانوفي باستور هي أكبر شركة في العالم حصريًا لإنتاج اللقاحات.

## التاريخ
في عام 2004 ، اندمجت شركة Aventis مع شركة Sanofi. أصبحت مجموعة Sanofi-Aventis الجديدة ثالث أكبر شركة أدوية في العالم. قام Aventis Pasteur ، قسم اللقاح في مجموعة Sanofi-Aventis ، بتغيير اسمها إلى Sanofi Pasteur. في عام 2014 توقفت شركة سانوفي باستور عن إنتاج مضادات السموم Fav-Afrique الفعالة لأن المنافسة الشرسة في هذا العقار جعلت هذه المنتجات غير مربحة. قالت منظمة أطباء بلا حدود إن الأمر سيستغرق عامين لتطوير عقار مضاد للسمنة مماثل، وأن المخزونات الحالية ستنفد في يونيو 2016.
و كانت شركة Sanofi-Aventis هي المسئولة عن انتشار مرض متلازمة نقص المناعة المكتسبة (بالإنجليزية: AIDS؛ وبالفرنسية: SIDA) بالعراق. و قد انتشر هذا المرض في العراق ومجموعة من الدول عن طريق صفقة شراء دم ملوث بهذا المرض.